# Матич, Урош
Урош Матич (серб. Урош Матић; род. 23 мая 1990, Шабац, Подриньско-колубарское МРС) — сербский футболист, полузащитник саудовского клуба «Абха».
Старший брат Уроша, Неманья — известный сербский футболист.

## Клубная карьера
Матич — воспитанник клуба «Единство». В 2008 году Урош перешёл в словацкий «Кошице», где сезон провёл в молодёжной команде. 30 мая 2009 года в матче против «Татрана» он дебютировал в чемпионате Словакии. 26 ноября 2010 года в поединке против «Татрана» Матич забил свой первый гол за «Кошице». Летом 2013 года Урош присоединился к дублю португальской «Бенфики», подписав годовой контракт с возможностью продления на пять лет. 10 августа в матче против «Трофенсе» он дебютировал в Сегунда лиге.
В начале 2014 года Матич перешёл в нидерландский НАК Бреда. 1 февраля в матче против «Хераклеса» он дебютировал в Эредивизи. 19 сентября в поединке против «Виллем II» Урош забил свой первый гол за НАК Бреда.
Летом 2016 года контракт Матича истёк и он на правах свободного агента перешёл в австрийский «Штурм». 23 июля в матче против «Ред Булла» он дебютировал в австрийской Бундеслиге. В этом же поединке Урош забил свой первый гол за «Штурм». В начале 2017 года Матич перешёл в датский «Копенгаген». Сумма трансфера составила 3 млн евро. 19 февраля в матче против «Брондбю» он дебютировал в датской Суперлиге. 19 марта в поединке против «Силькеборга» Матич забил свой первый гол за «Копенгаген». В своём дебютном сезоне он стал чемпионом и обладателем Кубка Дании.
Летом 2018 года Матич перешёл в венскую «Аустрию». 27 июля в матче против «Ваккера» он дебютировал в австрийской Бундеслиге. В поединке против «Адмира Ваккер Мёдлинг» Урош забил свой первый гол за «Аустрию».

## Международная карьера
В 2009 году в составе юношеской сборной Сербии Матич принял участие в юношеском чемпионате Европы в Украине. В 2014 году Урош принял решение выступать за Македонию.

## Достижения
«Копенгаген»
- Чемпион Дании: 2016/17
- Обладатель Кубка Дании: 2016/17

АПОЭЛ
- Обладатель Суперкубка Кипра: 2019